# Штамсрид
Штамсрид (њем. Stamsried) град је у њемачкој савезној држави Баварска. Једно је од 38 општинских средишта округа Кам. Према процјени из 2010. у граду је живјело 2.178 становника. Посједује регионалну шифру (AGS) 9372161.

## Географски и демографски подаци
Штамсрид се налази у савезној држави Баварска у округу Кам. Град се налази на надморској висини од 453 метра. Површина општине износи 43,4 km². У самом граду је, према процјени из 2010. године, живјело 2.178 становника. Просјечна густина становништва износи 50 становника/km².

## Међународна сарадња
| Мјесто              | Држава   | Врста сарадње | Од    |
| ------------------- | -------- | ------------- | ----- |
| Санкт Маријенкирхен | Аустрија | партнерство   | 1979. |
| Субен ам Ин         | Аустрија | партнерство   | 1979. |
| Извор               |          |               |       |